# Rock On
| 전문가 평가                   | 전문가 평가 |
| 평가 점수                     | 평가 점수   |
| 출처                          | 점수        |
| ----------------------------- | ----------- |
| AllMusic                      | [ 1 ]       |
| The Rolling Stone Album Guide | [ 2 ]       |

《Rock On》은 영국의 록 밴드 험블 파이의 네 번째 스튜디오 음반으로, 1971년 3월에 발매되었다. 이 음반은 미국 빌보드 200 차트에서 최고 118위를 기록하였다. 또한 이 음반은 기타리스트이자 보컬리스트인 피터 프램프턴이 밴드를 탈퇴하기 전 마지막으로 참여한 험블 파이의 스튜디오 음반이기도 하다.

## 배경
《Rock On》에서는 험블 파이가 자신들의 트레이드마크가 된 헤비 블루스/록 사운드를 확립하는 모습을 보여주었으며, 이는 앤드루 루그 올덤의 이미디어트 레코드가 무너진 이후 새 매니저 디 앤서니의 영향이 적지 않았다. 이 음반은 피터 프램프턴이 험블 파이에서 만든 음반 중 가장 좋아하는 작품이었지만, 그는 밴드 활동을 계속하는 데 점점 불만을 느끼고 있었다. 그 해 후반, 라이브 음반 《Performance: Rockin' the Fillmore》의 믹싱이 완료되고, 발매 직전에 그는 밴드를 떠나 솔로 경력을 추구하고, 자신의 음악을 더 어쿠스틱한 방향으로 이끌기 위해 밴드를 떠났다.
《Rock On》에 수록된 대부분의 곡들은 음반을 위해 녹음되기 전에 투어 중 라이브로 연주되었다. 보컬리스트이자 기타리스트인 스티브 메리어트는 이번 프로덕션을 일종의 스튜디오 파티로 만들었으며, 블루스와 솔 음악계에서 온 수많은 게스트 연주자들이 함께했다. 메리어트가 스몰 페이시스 시절부터 잘 알고 지냈던 P. P. 아놀드, 1960년대 초 자작곡 〈Just One Look〉으로 미국에서 히트를 기록한 도리스 트로이 (이 곡은 나중에 홀리스가 커버함), 그리고 조 코커, 프레디 킹, 진 클라크 등의 백업 보컬을 맡았던 클라우디아 레니어 같은 저명한 연주자들이 이 음반에 참여했다.
이 음반에는 네 명의 멤버 전원이 작곡한 클래식 록 곡 〈Stone Cold Fever〉가 수록되어 있다. 메리어트의 발라드 〈A Song For Jenny〉(첫 번째 아내 제니 라일런스를 위해 쓴 곡)에는 도리스 트로이, P. P. 아놀드, 클라우디아 레니어로 구성된 더 소울 시스터즈가 백업 보컬로 참여했다. B. J. 콜은 페달 스틸 기타를 연주했다. 〈Strange Days〉는 메리어트의 강력한 보컬이 이 음반에서 어느 곡보다도 라이브 공연에 가까운 형태로 울려 퍼지는 블루스 록 곡이다. 보컬에는 지연된 에코가 걸려 있어 현실적이면서도 "저 멀리 있는" 듯한 느낌을 주며, 프램프턴의 기타 솔로가 곡 전반에 걸쳐 엮여 있다. 이 곡은 음반에서 가장 긴 곡이기도 하다. 〈Sour Grain〉은 프램프턴과 메리어트의 공동 작곡으로, 〈Shine On〉과 같은 템포를 유지하지만 보컬은 메리어트 혼자 맡았다. 〈Big George〉는 그레그 리들리의 작곡으로, 그가 리드 보컬을 맡았다.

## 곡 목록
| #   | 제목                 | 작사·작곡                                    | 재생 시간 |
| --- | -------------------- | -------------------------------------------- | --------- |
| 1.  | 〈Shine On〉         | 피터 프램프턴                                | 3:00      |
| 2.  | 〈Sour Grain〉       | 프램프턴, 스티브 메리어트                    | 2:40      |
| 3.  | 〈79th and Sunset〉  | 메리어트                                     | 3:01      |
| 4.  | 〈Stone Cold Fever〉 | 그레그 리들리, 메리어트, 제리 셜리, 프램프턴 | 4:09      |
| 5.  | 〈Rollin' Stone〉    | 머디 워터스                                  | 6:00      |
| 6.  | 〈A Song for Jenny〉 | 메리어트                                     | 2:35      |
| 7.  | 〈The Light〉        | 프램프턴                                     | 3:15      |
| 8.  | 〈Big George〉       | 리들리                                       | 4:08      |
| 9.  | 〈Strange Days〉     | 메리어트, 프램프턴, 리들리, 셜리             | 6:36      |
| 10. | 〈Red Neck Jump〉    | 메리어트                                     | 3:06      |